# غلامرضا اخلاق‌پور
غلامرضا اخلاق‌پور سیاست‌مدار ایرانی بود، که در دوره بیست و چهارم مجلس شورای ملی بعنوان نماینده آبادان از استان خوزستان در مجلس شورای ملی حضور داشت. پس از انقلاب ۱۳۵۷، اموالش توسط دولت جمهوری اسلامی تصرف شد.